# Rakowo-Podleśne
Rakowo-Podleśne – dawny folwark, położony w Polsce w województwie podlaskim, w powiecie kolneńskim, w gminie Mały Płock.
Obecnie nazwa nie występuje, zabudowania we wsi Stare Rakowo.

## Historia
W latach 1921–1939 ówczesny folwark leżał w województwie białostockim, w powiecie kolneńskim (od 1932 w powiecie ostrołęckim), w gminie Mały Płock.
Według Powszechnego Spisu Ludności z 1921 roku zamieszkiwały tu 83 osoby w 3 budynkach mieszkalnych. Miejscowości należały do parafii rzymskokatolickiej w Małym Płocku. Podlegały pod Sąd Grodzki w Kolnie i Okręgowy w Łomży; właściwy urząd pocztowy mieścił się w m. Mały Płock.